# Łukowce
Łukowce – wieś w Polsce położona w województwie lubelskim, w powiecie bialskim, w gminie Biała Podlaska.
W latach 1975–1998 miejscowość administracyjnie należała do województwa bialskopodlaskiego.
Wieś jest sołectwem w gminie Biała Podlaska. Według Narodowego Spisu Powszechnego z roku 2011 wieś liczyła 188 mieszkańców.
Wieś powstała prawdopodobnie w wieku XVI. W 1864 r., gdy właścicielem był Władysław Gruszecki (z rodu Gruszeckich, herbu Lubicz), dokonane zostało uwłaszczenie chłopów. W Łukowcach zamieszkiwało wówczas 13 rodzin włościan (posiadających 1 morgę ziemi, dom, budynek gospodarczy i zobowiązanych do pracy we dworze) i 5 rodzin ukazowych (pracujących we dworze i mieszkających w czworakach).
W latach 1865–1910 właścicielem majątku w Łukowcach był Michał Wołosowicz. W roku 1906. w wyniku pożaru zniszczone zostały dworskie budynki gospodarcze i szkoła. Kolejnymi właścicielami byli: Antoni Zaremba i synowie (w latach 1910–1919), Alojzy Baraniecki z żoną (1919–1920), Władysław Pieńkowski (1920–1938) i Tadeusz Stanisław Wołosowicz (od 1938). W roku 1939 wieś liczyła sobie 190 mieszkańców.
W roku 1944 podczas działań frontowych wieś została spalona. W roku 1945 we wsi i w kolonii było 26 gospodarstw
.
We wsi znajduje się rzymskokatolicki kościół parafii Podwyższenia Krzyża Świętego, wzniesiony w latach 1985-87; murowany, bezstylowy. Wcześniej w tym miejscu istniała drewniana cerkiew unicka, wzniesiona w roku 1695 z inicjatywy Karola Stanisława Radziwiłła, która miała obsługiwać także sprowadzonych do Sitnika i Worguli rusińskich robotników dworskich. Po 1879 roku jako cerkiew prawosławna, od 1919 roku kaplica rzymskokatolicka, od 1921 kościół parafialny. W latach 1987–88 przeniesiona do Zakępia, pow. łukowski.

## Zabytki
Według rejestru zabytków NID na listę zabytków wpisane są obiekty:
- cmentarz unicki, 2 poł. XVIII, nr rej.: A-234 z 20.10.1993.